# Malacoraja senta
Malacoraja senta és una espècie de peix de la família dels raids i de l'ordre dels raïformes.

## Morfologia
- Els mascles poden assolir 61 cm de longitud total.[4]

## Reproducció
És ovípar i les femelles ponen càpsules d'ous, les quals presenten com unes banyes a la closca.

## Hàbitat
És un peix d'aigües profundes (54°N-40°N) que viu entre 46–914 m de fondària.

## Distribució geogràfica
Es troba a l'oceà Atlàntic occidental: el Canadà i els Estats Units.

## Costums
És bentònic.

## Observacions
És inofensiu per als humans.